# Scarlett Thomas
Scarlett Thomas, född 5 juli 1972 i Hammersmith i London, är en engelsk författare. Hon har skrivit skönlitterärt för såväl vuxna som barn. Hennes mest kända roman är Slutet på mr Y (2010). Scarlett Thomas undervisar i kreativt skrivande vid University of Kent.

## Biografi
Scarlett Thomas är dotter till Francesca Ashurst, som är Honorary Research Fellow vid Cardiff University. Hon gick i skola bland annat i Barking. Under tonåren deltog hon i demonstrationer mot kapitationsskatten, kärnvapen och det första gulfkriget. Hon studerade vid Chelmsford College och läste vidare vid University of East London 1992–1995.
Under 2010-talet anmälde sig Thomas till masterstudier i etnobotanik. På sin hemsida skriver hon att det var som förberedelse inför sin nionde roman The Seed Collectors.
Scarlett Thomas delar med Ariel, huvudpersonen i Slutet på mr Y, en vilja att veta allting:
"I'm very much someone who wants to work out the answers. I want to know what's outside the universe, what's at the end of time, and is there a God? But I think fiction's great for that--it's very close to philosophy."

## Författarskap
Scarlett Thomas första tre romaner (publicerade 1998–1999) kretsar kring Lily Pascale, en föreläsare i engelsk litteratur som löser mordgåtor. Hennes senare böcker är fristående.
Gemensamt för hennes senare romaner är att vitt skilda teman vävs samman till en berättelse. I PopCo komponeras matematik, kryptologi och en protest mot en cynisk leksaksindustri ihop med veganism, en analys av sociala koder och grupptryck bland tonårsflickor och en gammal piratskatt.
I romanen Slutet på Mr Y möts dekonstruktion, Jacques Derrida, parallella universum, Schrödingers katt och homeopati i en berättelse som utspelas i nutid och viktoriansk tid och innehåller inslag av fantastik och science fiction. Slutet på mr Y är den enda av hennes böcker som är översatt till svenska. Den utgavs 2010 på förlaget Lindqvist Publishing och utkom året därefter i pocketutgåva.
Utöver sina romaner har Scarlett Thomas skrivit artiklar, recensioner och noveller för olika antologier och tidningar, till exempel i The Guardian och The New York Times.
Några av hennes noveller har blivit upplästa i radio. Hennes böcker är översatta till 24 språk.
Monkeys with Typewriters (2012), är en handledning i kreativt skrivande. Ett sätt att komma igång med kreativt skrivande är enligt Scarlett Thomas att först kartlägga sin egen unika kombination av livserfarenheter, kunskaper och aktuella intressen och sedan bygga in dem i berättelsen. I romanerna PopCo, Slutet på Mr Y och Our Tragic Universe tillämpar hon detta tillvägagångssätt.

### Romaner
- Dead Clever (1998)
- In Your Face (1999)
- Seaside (1999)
- Bright Young Things (2001)
- Going Out (2002)
- PopCo (2004)
- The End of Mr. Y (2006) (sv. Slutet på mr Y 2010, översättning av Øyvind Vågen)
- Our Tragic Universe[10] (2010)
- The Seed Collectors (2015)
- Oligarchy (2019)

### Böcker för barn
- Dragon's Green (2017)
- The Chosen Ones (2018)
- Galloglass (2019)

### Noveller
- Brother and Sister and Foot - Curly Tales series, på Radio 4, augusti 2005
- Interlude -  Product Magazine, vintern 2004-2005
- The Whole Country  -  Zembla Magazine, sommaren 2004
- Why My Grandmother Learned to Play the Flute  - Curly Tales series, på Radio 4, november 2003
- The Old School Museum -  Big Night Out, HarperCollins, 2002
- Debbie’s Dreams - The Stealth Corporation magazine, 2002
- Goldfish - Butterfly Magazine, Issue 5, 2000
- Mind Control - All Hail the New Puritans 4th Estate, 2000
- Five Easy Ways with Chilli - 2008[11]
- The Drop[12] - 2011. The Drop ingick i Intels Tomorrow Project[13] där Scarlett Thomas var en av fyra författare som gav sin bild av vardagslivet i framtiden.

### Facklitteratur
- Monkeys with Typewriters: How to Write Fiction and Unlock the Secret Power of Stories (2012)